# دنت دو گانت
دنت دو گانت (به فرانسوی: Dent du Géant) یک کوه در فرانسه است که در اوت سووآ واقع شده‌است. دنت دو گانت ۴٬۰۱۳ متر بالاتر از سطح دریا واقع شده‌است.